# Randy Winkler
Randolph Stanley Winkler (Temple, 18 de julio de 1943) es un jugador profesional de fútbol americano estadounidense. Jugó fútbol americano universitario como tackle y ala defensiva para los Tarleton State Texans. Se convirtió en el primer jugador de la National Football League (NFL) de Tarleton State al ser seleccionado por los Detroit Lions en la duodécima ronda del draft de la NFL de 1966. Winkler jugó tres temporadas en la liga: una para los Lions, otra para los Atlanta Falcons (como guard) y otra para los Green Bay Packers. Su carrera como jugador se vio interrumpida por un período de dos años en la Reserva de la Armada de los Estados Unidos, donde se desempeñó como entrenador de los Navy Midshipmen.

## Primeros años de vida
Winkler nació el 18 de julio de 1943 en Temple (Texas). Asistió a la escuela secundaria Belton en Belton (Texas), donde jugó fútbol americano como tackle. En su último año, medía 6 pies 1 pulgada (1,85 m) y pesaba 210 libras (95,3 kg), siendo seleccionado para el segundo equipo del distrito. Su entrenador lo describió como «casi tan rápido como cualquiera en el equipo. Es ágil. Es un excelente jugador de fútbol americano». Después de la secundaria, decidió asistir a Universidad Estatal Tarleton.
Winkler asistió a Tarleton State de 1963 a 1966 y jugó para el equipo de fútbol americano Tarleton State Texans. Descrito como un «desarrollo tardío», creció hasta una altura de 6 pies 4 pulgadas (1,93 m) en la universidad, llegando a pesar 240 libras (109 kg) durante su tiempo con los Texans.  Comenzó como tackle ofensivo, jugando tres años en esa posición antes de jugar como ala defensiva en su último año. Winkler fue nombrado el liniero más destacado de Tarleton State en su segundo año en 1964, luego en 1965 fue su única selección para el equipo de fútbol americano All-College de Texas seleccionado por el Fort Worth Star-Telegram. Fue una de las dos selecciones All-College de Texas que recibió durante su carrera. Fue el único jugador bidireccional del equipo en 1966 y fue apodado el «Jolly Green Giant» por su tamaño y «sonrisa lista». Según Tarleton State, Winkler también fue un All-American durante su carrera universitaria.

## Carrera profesional
Winkler fue seleccionado por los Miami Dolphins en la décima ronda (posición general 82) del draft de la AFL de 1966 y por los Detroit Lions en la duodécima ronda (posición general 178) del draft de la NFL de 1966 como un jugador «futuro». Fue uno de varios jugadores de escuelas pequeñas seleccionados por los Lions; el entrenador en jefe Harry Gilmer, cuando se le preguntó sobre Tarleton State, dijo que estaba «En algún lugar de Texas, creo». En diciembre de 1966, al final de su carrera universitaria, Winkler firmó con los Lions, convirtiéndose en el primer jugador de la NFL de su escuela. Sufrió un esguince de rodilla poco antes de la temporada de 1967 y comenzó el año en el «equipo de taxi», antes de un ascenso a la lista activa en octubre de 1967. Winkler luego apareció en ocho juegos para los Lions como tackle ofensivo en 1967, todos como suplente.
Winkler fue liberado por los Lions al inicio de la temporada de 1968, y luego se unió al equipo de taxis de los Atlanta Falcons. Más tarde fue ascendido a jugar como guard para los Falcons, apareciendo en 12 juegos, cuatro como titular, durante la temporada de 1968. En junio de 1969, se anunció que fue reclutado para servir en la Reserva de la Armada de los Estados Unidos, lo que le impidió jugar ese año. Sirvió dos años en la Reserva Naval y durante ese tiempo trabajó como entrenador de línea ofensiva para el equipo de fútbol americano de los Navy Midshipmen.
Después de dejar la Armada en 1971, Winkler regresó a los Falcons, pero fue liberado a favor de varios guardias más jóvenes. Después de no ser reclamado por ningún equipo de waivers, contactó al entrenador en jefe de la Marina, quien luego llamó a varios equipos de la NFL. Los Green Bay Packers se interesaron en Winkler como resultado y lo firmaron en agosto de 1971. Inicialmente en el «equipo de taxi», fue llamado a la lista activa antes del juego del equipo contra los Minnesota Vikings, reemplazando a un lesionado Dave Bradley. Realizó un tackle en el juego mientras aparecía en equipos especiales, en lo que fue su primera acción en la NFL en dos años y medio. Jugó en siete juegos, todos como suplente, para los Packers en 1971. Winkler fue liberado antes de la temporada de 1972, poniendo fin a su carrera profesional. Terminó con 27 partidos jugados en la NFL, cuatro como titular. Fue incluido en el Salón de la Fama del Atletismo del Estado de Tarleton en 1981 y en el Muro de Honor de la Escuela Secundaria Belton.